# Stewartia floridana
Stewartia floridana is een tweekleppigensoort uit de familie van de Lucinidae. De wetenschappelijke naam van de soort is voor het eerst geldig gepubliceerd in 1833 door Conrad.